# Dal, Helsingfors
Dal (finska:Laakso) är en stadsdel i Helsingfors och en del av Grejus distrikt.
De som bor i Dal bor i höghusen från 1940- och 1950-talen som finns längs med Mannerheimvägen. Östra Dal består helt av Helsingfors centralpark, samt ett sjukhusområde i sydost.

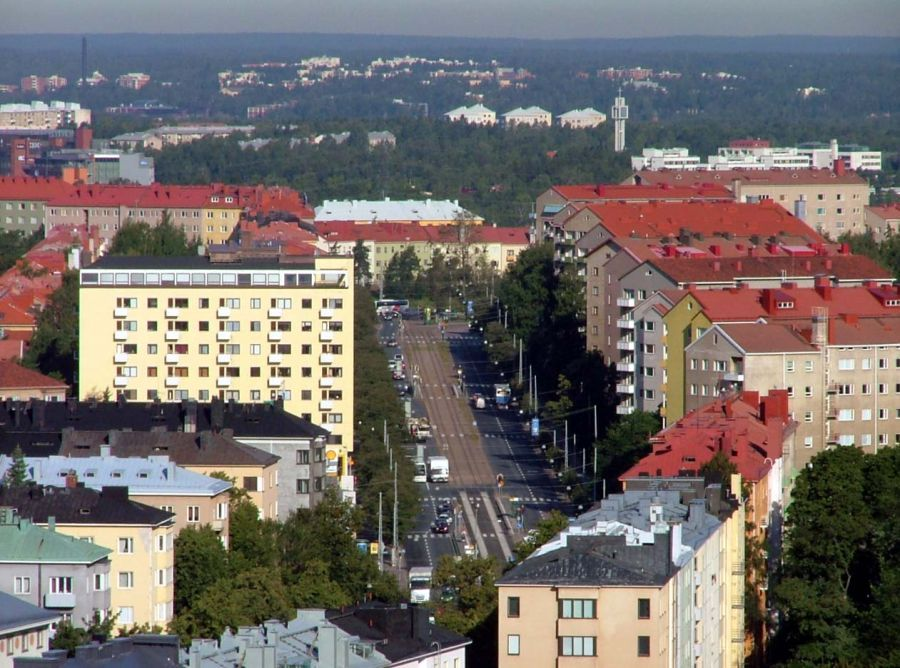
Höghus längs med Mannerheimvägen; Mejlans till vänster, Dal till höger